# Österreichischer Bauherrenpreis 1979
Mit dem Österreichischen Bauherrenpreis der Zentralvereinigung der Architekten Österreichs wurden im Jahr 1979 die folgenden Projekte ausgezeichnet:
| Realisierung                                                       | Bauherr                                                                      | Planer                                                                                          |
| ------------------------------------------------------------------ | ---------------------------------------------------------------------------- | ----------------------------------------------------------------------------------------------- |
| U-Bahn Wien                                                        | Stadt Wien mit Stadtrat Heinz Nittel                                         | Architektengruppe U-Bahn: Wilhelm Holzbauer, Heinz Marschalek, Georg Ladstätter, Norbert Gantar |
| Kultur- und Bildungszentrum Perchtoldsdorf in Perchtoldsdorf       | Marktgemeinde Perchtoldsdorf mit Vizebürgermeister Architekt Paul Katzberger | Stefan Bukovac                                                                                  |
| Wohnhausanlage Josef-Bohmann-Hof mit Denkmalschutz (Listeneintrag) | Stadt Wien Stadtbaudirektion OSR Ernst Filz                                  | Johann Georg Gsteu                                                                              |
| Verkehrsbüros Wien, abgerissen                                     | Österreichisches Verkehrsbüro mit Generaldirektor Alfred Sokol               | Hans Hollein                                                                                    |
| Krankenhaus Zwettl in Zwettl-Niederösterreich                      | Stadtgemeinde Zwettl mit Bürgermeister Direktor Biegelbauer                  | Anton Schweighofer                                                                              |
| Pfarrkirche Unternberg mit Denkmalschutz (Listeneintrag)           | Erzdiözese Salzburg mit Prälat Direktor Ritter                               | Heinz Tesar                                                                                     |
| Raiffeisenbank Filiale Mils in Mils bei Hall, Anerkennung          | Raiffeisenbank Mils-Ampass mit Obmann Friedrich Klinger                      | Hanno Schlögl                                                                                   |
| Wohnhaus Steixner in Innsbruck, Anerkennung                        | Ludwig, Maria und Phillip Steixner                                           | Gerhard Steixner                                                                                |

Die Jury bildeten Kostelac, Krier, und Eugen Wörle.